# 石核
石核（せっかく、core）とは、一般に打製石器の素材とされる剥片（flake）をはがし取った際に残った原石のことをいう。厳密には、剥片を剥離している状態の原石（石材）と、一連の剥片剥離の工程が終わって用済みとなり廃棄される残滓とに分けられる。その場合には、前者を石核、後者を残滓と呼称する。石核には調整の施されるものと施されないものがある。
時期や地域により、様相が大きく異なり、石器製作技術検証の大きな手掛かりとなる。

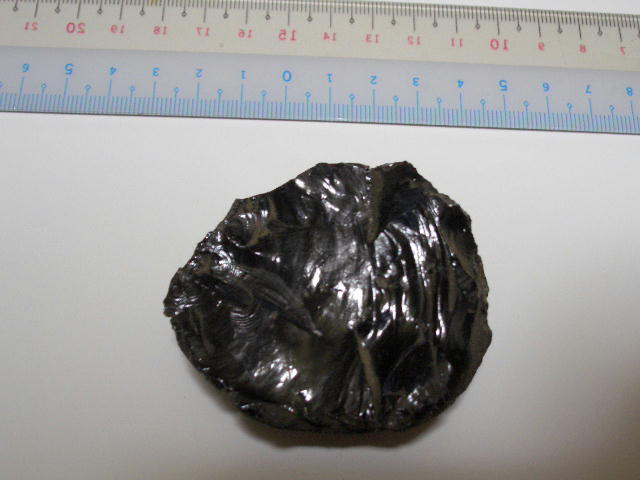

写真は黒曜石の石核である。